# Diyarbakırs fästning

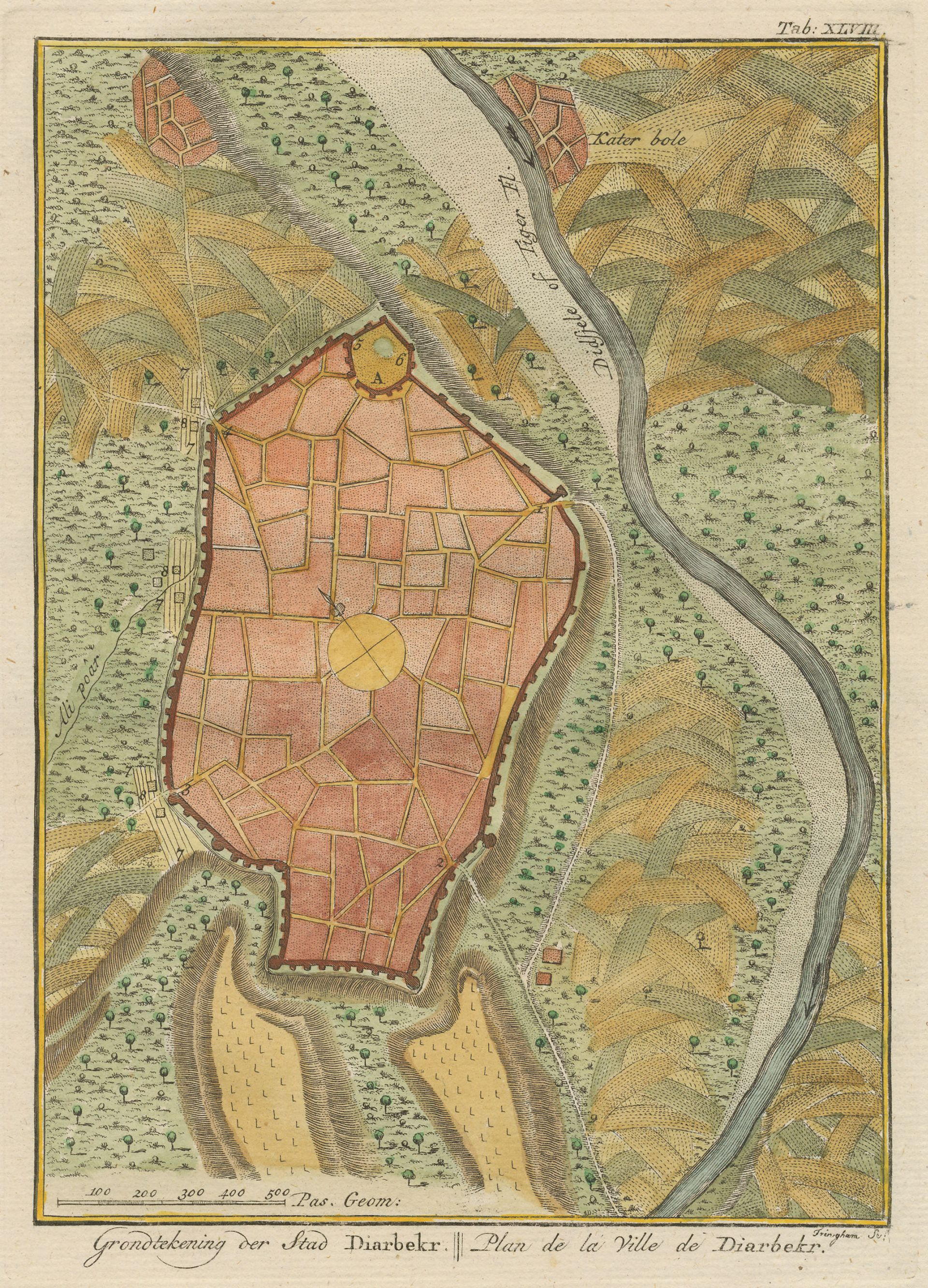
Stadsplan från cirka 1750

Diyarbakırs fästning ligger på den östra sidan av en basaltplatå ovanför floden Tigris i staden Diyarbakır i Turkiet. Anläggningen består av en inre och en yttre fästning där den inre fästningen utgjorde den tidiga stadskärnan. En liten fästning byggdes på platsen så tidigt som 3700–3500 f.Kr. av hurriterna och Mitanniriket. Lämningar från 6000-talet, då staden tros ha grundats, finns på platsen. Diyarbakirs fästning och odlingslandskapet runt staden blev år 2015 upptagna på Unescos världsarvslista.

## Fästningen och dess historia
Varje folk som haft kontrollen över området expanderade stadsmuren med början 349 e.Kr. av den romerske kejsaren Konstantin II. 362 slöts ett avtal mellan Perser- och Romarriket där perserna kom i besittning av den närbelägna staden Nusaybin, och där folket i Nusaybin flyttade till slätten längs Diyarbakırs fästning. I samband med detta utvidgades stadsmuren på den västra sidan och fick sitt nuvarande utseende och den inre fästningen blev ett administrativt centrum. 1524 och 1526, under den ottomanske härskaren Suleiman den store byggdes den inre fästningen ut ytterligare. Ringmuren är sammanlagt knappt 6 kilometer lång och innehåller 4 portar. Hela komplexet inrymmer ett 70-tal torn.

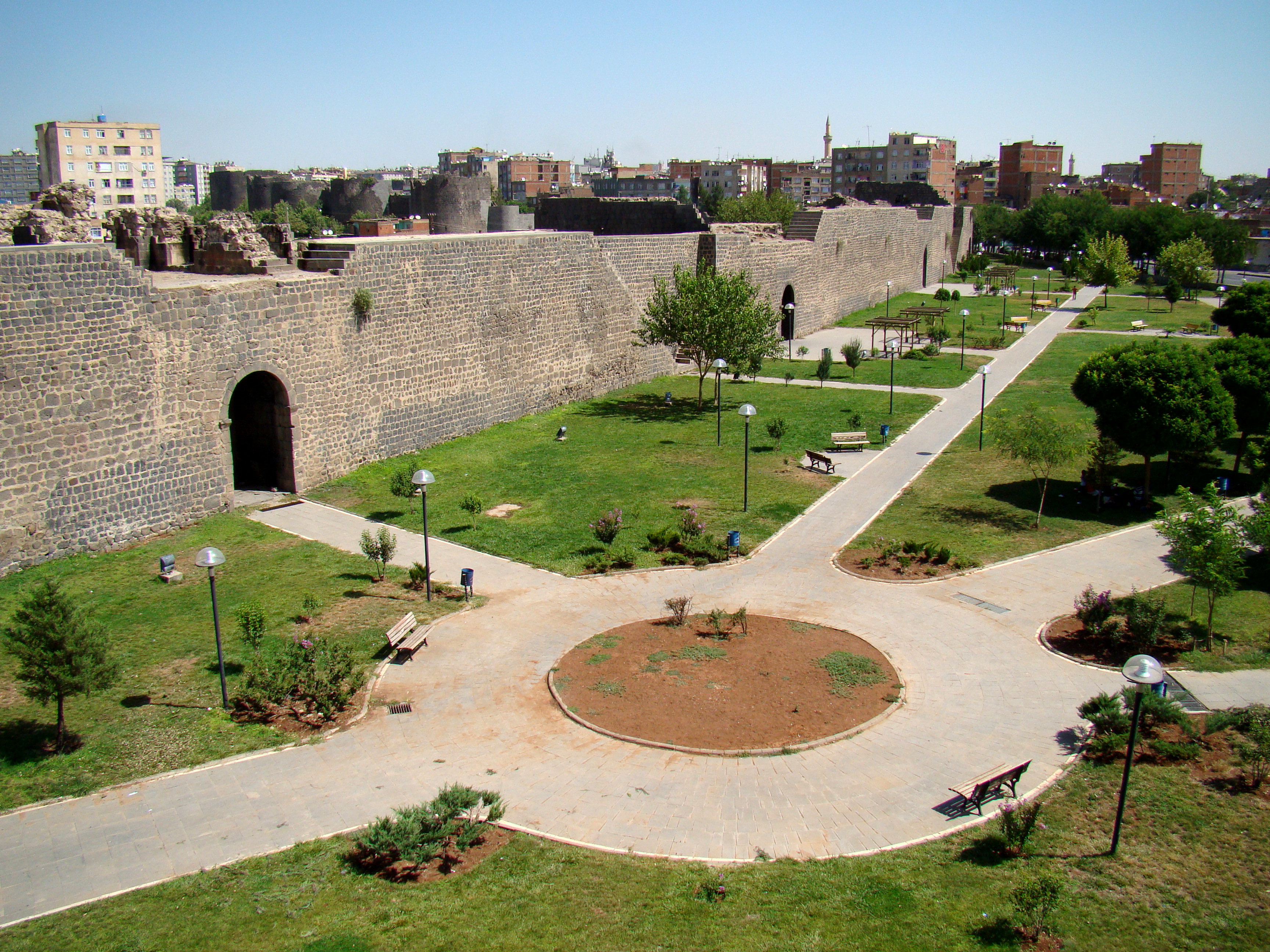
Stadsmurens västra del
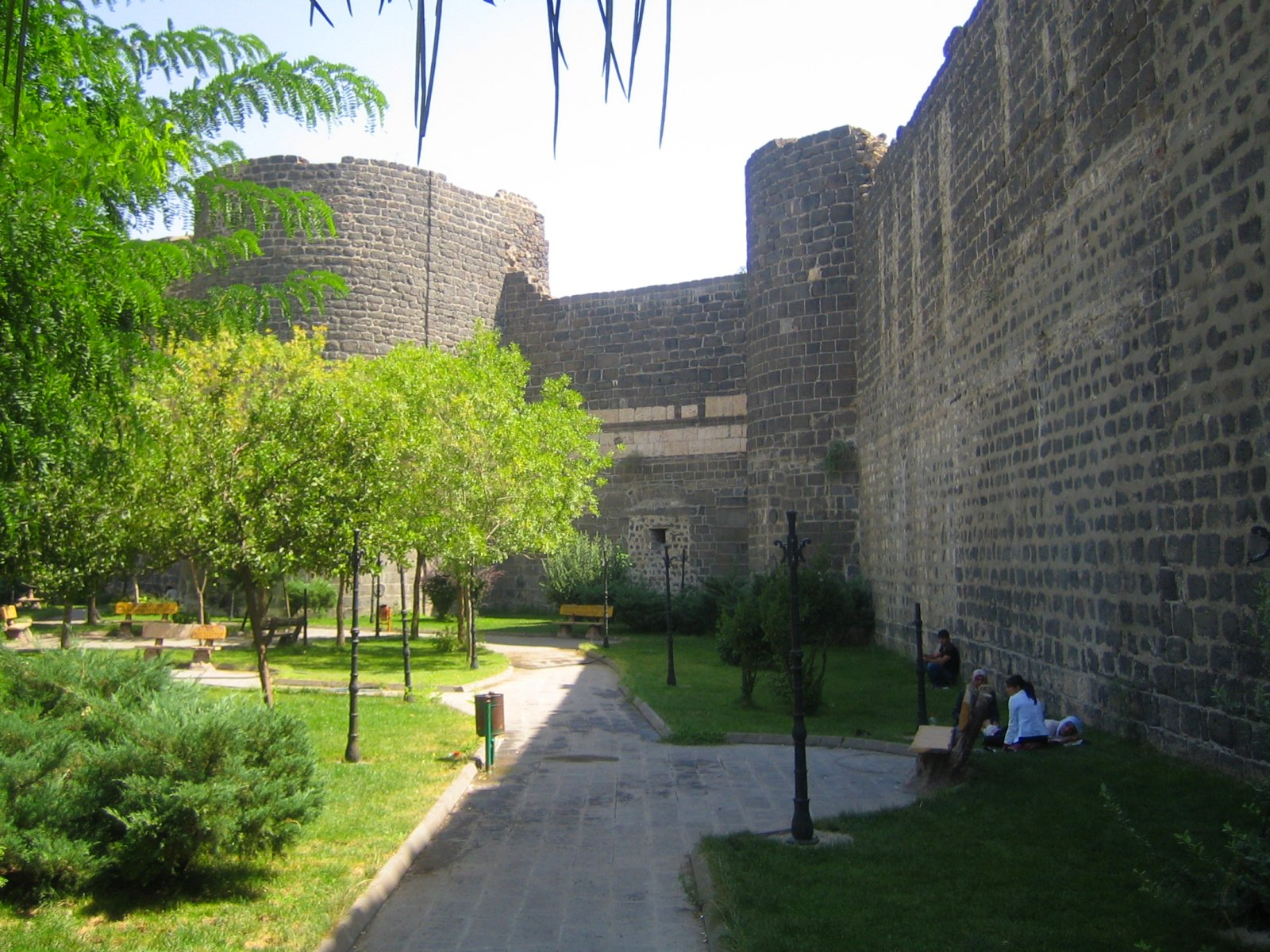
Stadsmuren nära norra porten
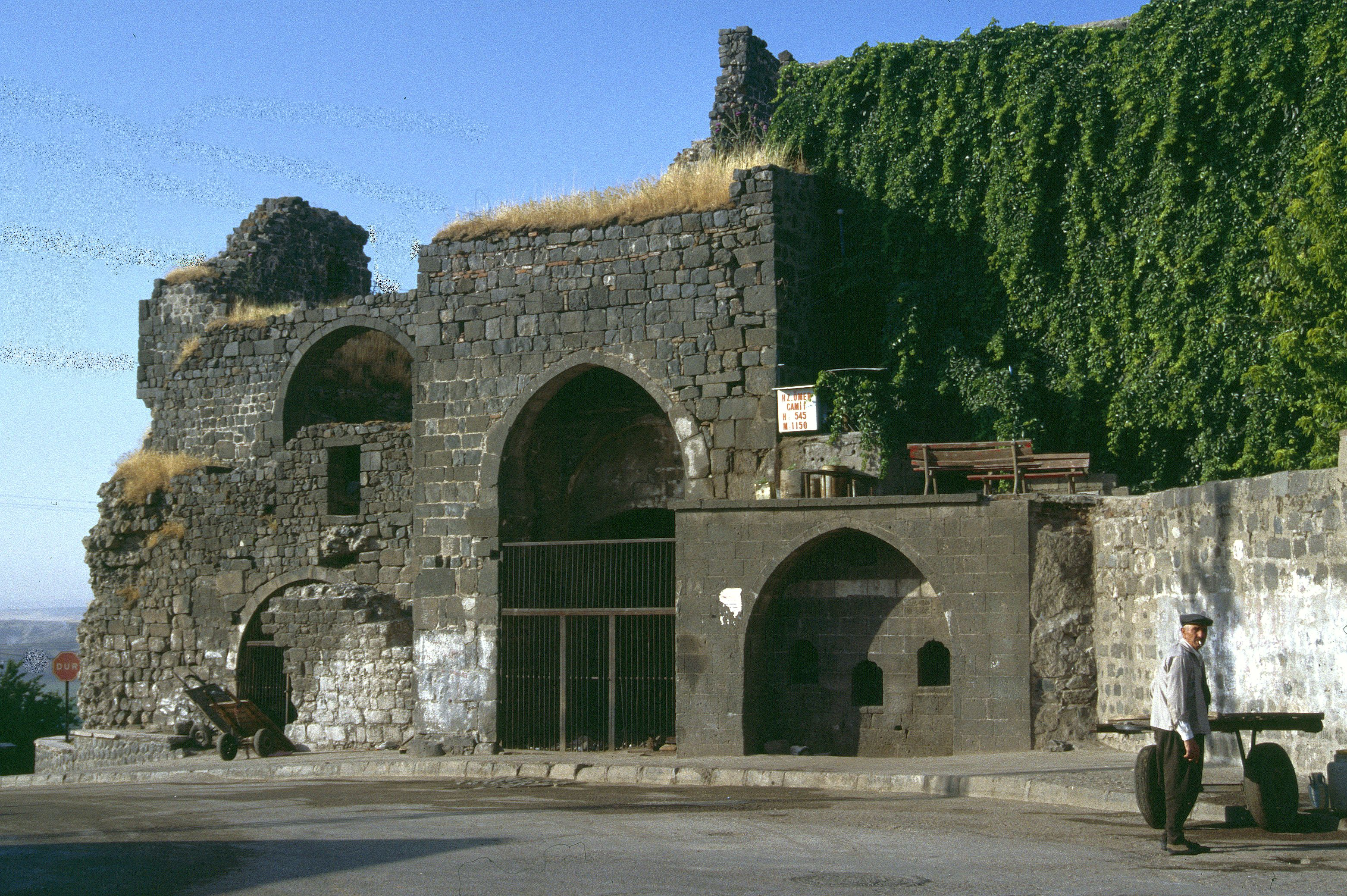
Mardinporten i söder (1990)

## Torn
- Dagkapıtornet (Bircê Deriyê Vapen) kallas också Harputtornet efter den historiska armeniska staden Harput. På båda sidor om porten finns inskriptioner av romerskt, bysantinskt, seldjukiskt, arabiskt och ottomanskt ursprung och dessutom finns reliefer av djur, växter och andra symboler.[1]
- Jungfrutornet eller gettornet (Birca Keçikê) är ett av de äldsta och största tornen, byggt där det tidigare fanns ett tempel för soldyrkan och har en fin utsikt över Hevsels trädgårdar och Tigris. Tornet restaurerades 2004.[1]
- Sjubrödratornet (Birca Hosta) tillkom under artuqidernas styre och byggdes 1208. Tornet har reliefer på väggarna med dubbelhövdade örnar och lejon och förböner för dem som lät bygga tornet.[1]
- Evli-Ulutornet (Birca Şagirt) är ett cylindriskt torn som även det byggdes 1208 och visar upp fina inskriptioner, dubbelhövdade örnar och ett bevingat lejon.[1]
- Nurtornet (Birca NUR) beställdes 1089 av den seldjukiske härskaren Melikşah. Tornet visar upp kufiska inskriptioner och djurfigurer, bland annat en långhornad get och en springande häst.[1]

## Portar
I stadsmuren finns fyra huvudportar:
- Bergsporten (Dagkapı) är porten mot vägen som ledde till den historiska staden Harput. Här förstördes cirka 200 meter av stadsmuren 1932 för att öka luftflödet in till den historiska stadskärnan.
- Mardinporten (Mardinkapı) ligger i söder och restaurerades nyligen.
- Urfaporten (Urfakapı), även känd som Rom- eller Aleppoporten. Tidigare hade porten två ingångar, en i järn dekorerad med djurhuvuden och en tvåhövdad örn som vetter mot Melik Ahmed gatan och en annan som under den bysantinska tiden gick direkt in i Mariakyrkan och som bara användes av präster och nunnor. En tredje port tillkom senare.
- Nya porten (Yenikapı) är den östra stadsporten med en låg båge. Porten är leder ner mot Tigris vatten.

I den inre fästningen finns ytterligare fyra portar:
- Palatsporten (Saraykapı)
- Ringporten (Küpelikapı)
- Segerporten (Fetihkapı), används ej
- Oğrunporten (Oğrunkapı), används ej